# شمس‌الدین علمی غروی
مهندس شمس‌الدین علمی غروی(۱۲۹۸ نجف- ۱۳۷۰ تهران) نماینده لاهیجان و لنگرود در مجلس شورای ملی دوره هفدهم و مؤسس سندیکای کارخانجات چای شمال است.
او یکی از اعضای اتاق بازرگانی تهران بود.

## تولد و تحصیلات
شمس‌الدین تنها فرزند ذکور شیخ اسحاق رشتی مجتهد صاحب نام ایران در دوره رضا شاه فرزند میرزا حبیب‌الله رشتی مرجع تقلید دوره قاجار و رئیس مدرسه سپهسالار تهران بود.
وی ابتدا به تحصیل علوم دینی روی آورد سپس در سن پانزده سالگی از حوزه علمیه بیرون آمده و به دنبال علوم جدید رفت. وی از اخذ دیپلم وارد دانشکده فنی و مهندسی دانشگاه تهران شد و به تحصیل در رشته مهندسی راه و ساختمان پرداخت.
پس از فراغت از تحصیلات عالیه به استخدام وزارت راه درآمد و مدتی ریاست اداره‌ی راه و ترابری استان گیلان را در اختیار داشت. غروی تسلط کامل به زبان‌های فرانسه- انگلیسی- آلمانی و عربی داشت.

## فعالیتهای سیاسی و کاری
او در دوره هفدهم مجلس شورای ملی نمایندگی لاهیجان و لنگرود را بر عهده داشت و از طرفداران دولت محمد مصدق بود. وی پس از کودتای ۲۸ مرداد ۱۳۳۲ از سیاست کنار گرفته و به گسترش مزارع چایکاری و کارخانجات چای در گیلان اقدام کرد. غروی وی مؤسس سندیکای کارخانجات چای شمال تنها تشکل صنفی کارخانجات چایسازی ایران است.
سندیکای کارخانجات چای شمال تنها تشکل صنفی کارخانجات چایسازی ایران است. این سندیکا در سال ۱۳۴۱ به وسیله مهندس شمس الدین علمی غروی و ۱۱ صاحب کارخانه چایسازی دیگر تاسیس شد. مقر این سندیکا هم اکنون در شهر لاهیجان است.

او در سال ۱۳۷۰ به همراه همسرش در منزل مسکونی خود واقع در خیابان کارگر شمالی به قتل رسید.